# Klinowe Siodło
Klinowe Siodło – znajdująca się na wysokości około 1261 m w Tatrach Zachodnich płytka przełęcz pomiędzy Wierchem Kuca (1305 m) po wschodniej stronie przełęczy i Klinową Czubą (1276 m) na zachodzie. Przełęcz znajduje się tuż po wschodniej stronie Klinowej Czuby, około 15 m niżej. Jest porośnięta lasem. Jej północne stoki opadają do dna Wielkiej Suchej Doliny, południowe do prawego dopływu potoku spływającego przez polanę Huciska.
Przez Klinowe Siodło nie prowadzi żaden szlak turystyczny.